# Timbaúba dos Batistas
Timbaúba dos Batistas is een gemeente in de Braziliaanse deelstaat Rio Grande do Norte. De gemeente telt 2.380 inwoners (schatting 2009).